# 국립진주박물관
국립진주박물관(國立晉州博物館)은 국립중앙박물관의 소속기관이다. 1984년 2월 7일 발족하였으며, 경상남도 진주시 남강로 626-35에 위치하고 있다. 관장은 학예연구관으로 보한다.

## 개요
국립진주박물관은 임진왜란의 3대 대첩 중의 하나인 제1차 진주성 전투와 제2차 진주성 전투가 벌어진 진주성에 위치하여 임진왜란을 주제로 하는 전문 역사박물관이다.
국립진주박물관은 1984년 11월 2일 개관하였으며 한국 전통목조탑을 석조 건물로 형상화한 것으로 건축가 김수근 선생의 대표적 작품이다. 개관 당시 가야문화를 소개하고, 경남 서부 지역의 고고학적 연구 · 조사를 담당하는 기관이었으나, 1998년 1월 임진왜란 최대의 격전지인 진주성에 위치하고 있음을 강점으로 삼아 임진왜란사를 주제로 하는 역사박물관으로 전환하였다.
2001년 11월 19일, 경남 사천 출신의 재일교포 두암 김용두(1922~2003) 선생의 기증문화재를 전시하기 위하여 두암관을 개관하였으며, 2008년 12월 역사문화실을 신설하여 경남 지역의 역사와 전통문화를 소개하고 있다.
이외에 기획전시실, 3D입체영상관, 감각체험실, 정보자료실, 강당과 관람객 식당 운영 및 다양한 문화행사를 개최함으로써 지역문화를 선도하는 문화 중추 기관으로서 역할을 하고 있다.

## 연혁
- 1984년 2월 7일 : 국립진주박물관 설치
- 1984년 11월 2일 : 국립진주박물관 개관
- 1998년 1월 15일 : 임진왜란 특성화 박물관으로 재개관
- 2001년 11월 19일 : 두암관 개관
- 2018년 : 임진왜란 중심으로 상설전시 개편

## 상설전시관

### 임진왜란실
임진왜란의 격전지이며 유서 깊은 호국의 성지인 진주성에 위치한 국립진주박물관은 1998년 임진왜란사를 주제로 하는 역사박물관으로 전환하였다. 임진왜란에 대한 실상과 역사적 의미 등을 재조명하여 일반인들에게 쉽게 전달하고 11개의 테마로 나누어 관련 문화재를 전시하였다. 이순신 친필 수결이 포함된 최희량 임란첩보서목, 오휘문의 쇄미록, 천자총통, 중완구, 비격진천뢰와 김시민 선무공신교서 등을 볼 수 있다.

### 역사문화홀
국립진주박물관은 지역 거점 국립박물관으로서의 역할 수행을 강화하고자 2008년 역사문화실을 신설하여 전시 범위를 확대하였다. 경남의 대표적인 유.무형 문화재의 전시 및 이미지화를 통해 지역의 유구한 역사와 문화를 일목요연하게 보여주고 있다.

### 두암실
재일교포 실업가 고 두암 김용두 선생이 수집한 우리 문화재 179점 중 80여점을 선별하여 전시하였다. 국외로 유출된 문화재를 뜻있는 개인의 노력으로 환수하여 고국에 기여한 것을 기념하여 마련한 전시실이다. 도자기류, 목공예품, 금속공예품 뿐만 아니라 소상팔경도 등의 서화류도 전시되고 있다.

## 조직

### 관장
- 기획운영과[2]
- 학예연구실[3]

## 소장품
2016년 12월 31일 기준 소장품 현황은 다음과 같다.
| 금속    | 토제     | 도자기  | 석      | 유리 보석 | 초제 | 나무  | 골각 패갑 | 지      | 피모 | 사직 | 종자 | 기타 | 계       |
| ------- | -------- | ------- | ------- | --------- | ---- | ----- | --------- | ------- | ---- | ---- | ---- | ---- | -------- |
| 4,507건 | 26,837건 | 4,164건 | 7,270건 | 406건     | -    | 38건  | 553건     | 513건   | 1건  | 35건 | 2건  | 4건  | 44,330건 |
| 5,961점 | 30,786점 | 4,251점 | 8,454점 | 3,253점   | -    | 418점 | 823점     | 2,356점 | 3점  | 50점 | 2점  | 60점 | 56,417점 |

### 주요 소장품
- 산청 범학리 삼층석탑 (山淸 泛鶴里 三層石塔, 국보 제105호)
- 노인 금계일기(魯認 錦溪日記, 보물 제311호)
- 도기 바퀴장식 뿔잔(陶器 車輪飾 角杯, 보물 제637호)
- 천자총통(天字銃筒, 보물 제647호)
- 최희량 임란관련 고문서 - 첩보서목(崔希亮 壬亂關聯 古文書 - 捷報書目, 보물 제660호)
- 최희량 임란관련 고문서 - 교지(崔希亮 壬亂關聯 古文書 - 敎旨, 보물 제660-2호)
- 최희량 임란관련 고문서 - 시호망단자(崔希亮 壬亂關聯 古文書 - 諡號望單字, 보물 제660-3호)
- 권응수장군유물-권응수초상(權應銖將軍遺物-權應銖肖像, 보물 제668-1호)
- 권응수장군유물-선무공신교서(權應銖將軍遺物-宣武功臣敎書, 보물 제668-2호)
- 권응수장군유물-태평회맹도병풍(權應銖將軍遺物-太平會盟圖屛風, 보물 제668-3호)
- 권응수장군유물-장검(權應銖將軍遺物-長劍, 보물 제668-4호)
- 권응수장군유물-유지및장군간찰(權應銖將軍遺物-有旨및將軍簡札, 보물 제668-5호)
- 권응수장군유물-교지 및 유서(權應銖將軍遺物-敎旨 및 諭書, 보물 제668-6호)
- 권응수장군유물-각대(權應銖將軍遺物-角帶, 보물 제668-7호)
- 중완구(中碗口, 보물 제858호)
- 지자총통(地字銃筒, 보물 제862호)
- 현자총통(玄字銃筒, 보물 제885호)
- 김광려 삼남매 화회문기(金光礪 三男妹 和會文記, 보물 제1020호)
- 김시민 선무공신 교서(金時敏 宣武功臣 敎書, 보물 제1476호)
- 박진영 장군 유품(경상남도의 유형문화재 제103호)
- 진주향안(晋州鄕案, 경상남도의 문화재자료 제307호)
- 양금신보(梁琴新譜, 문화재자료)

## 사진

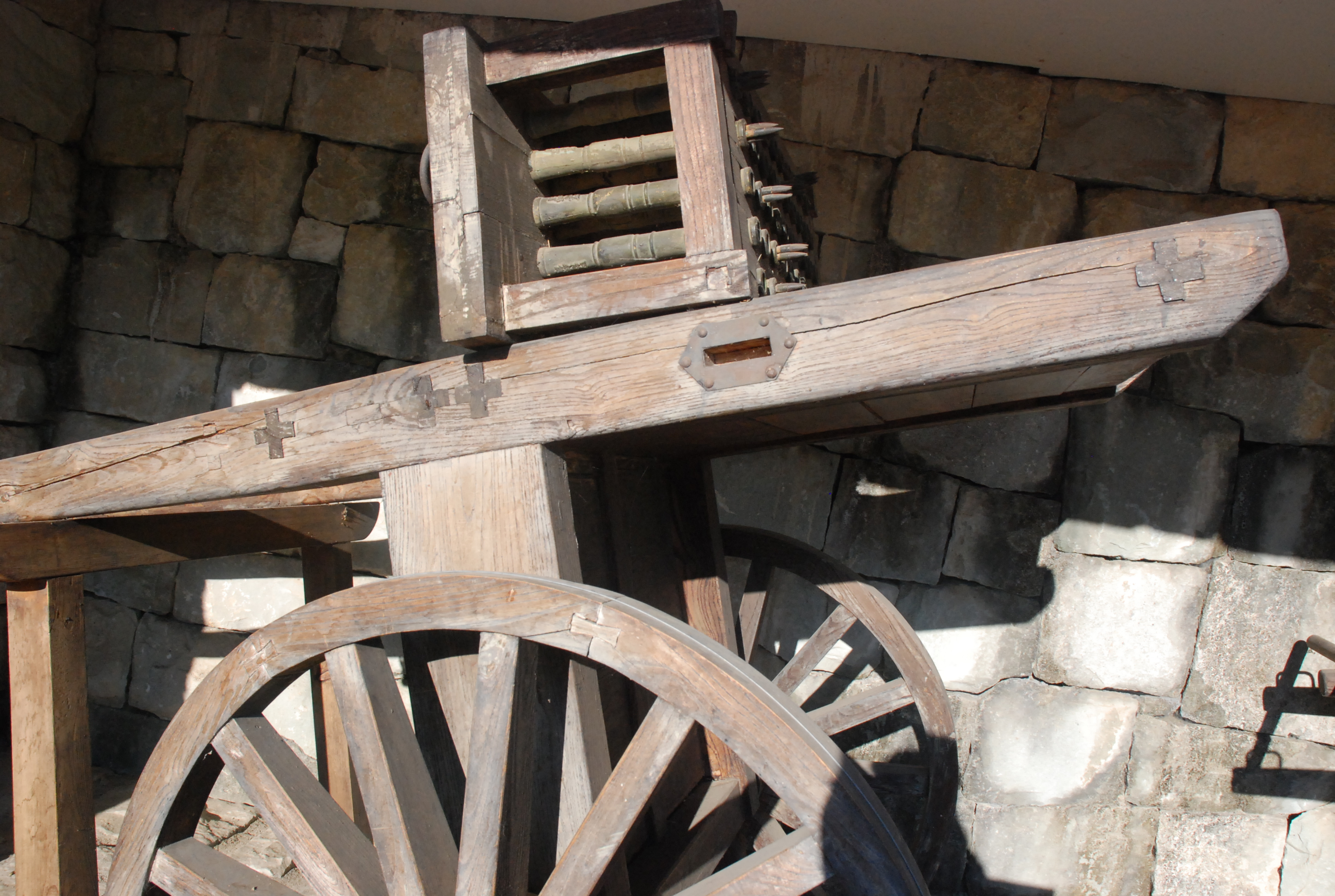
입구에 전시된 총통기 화차
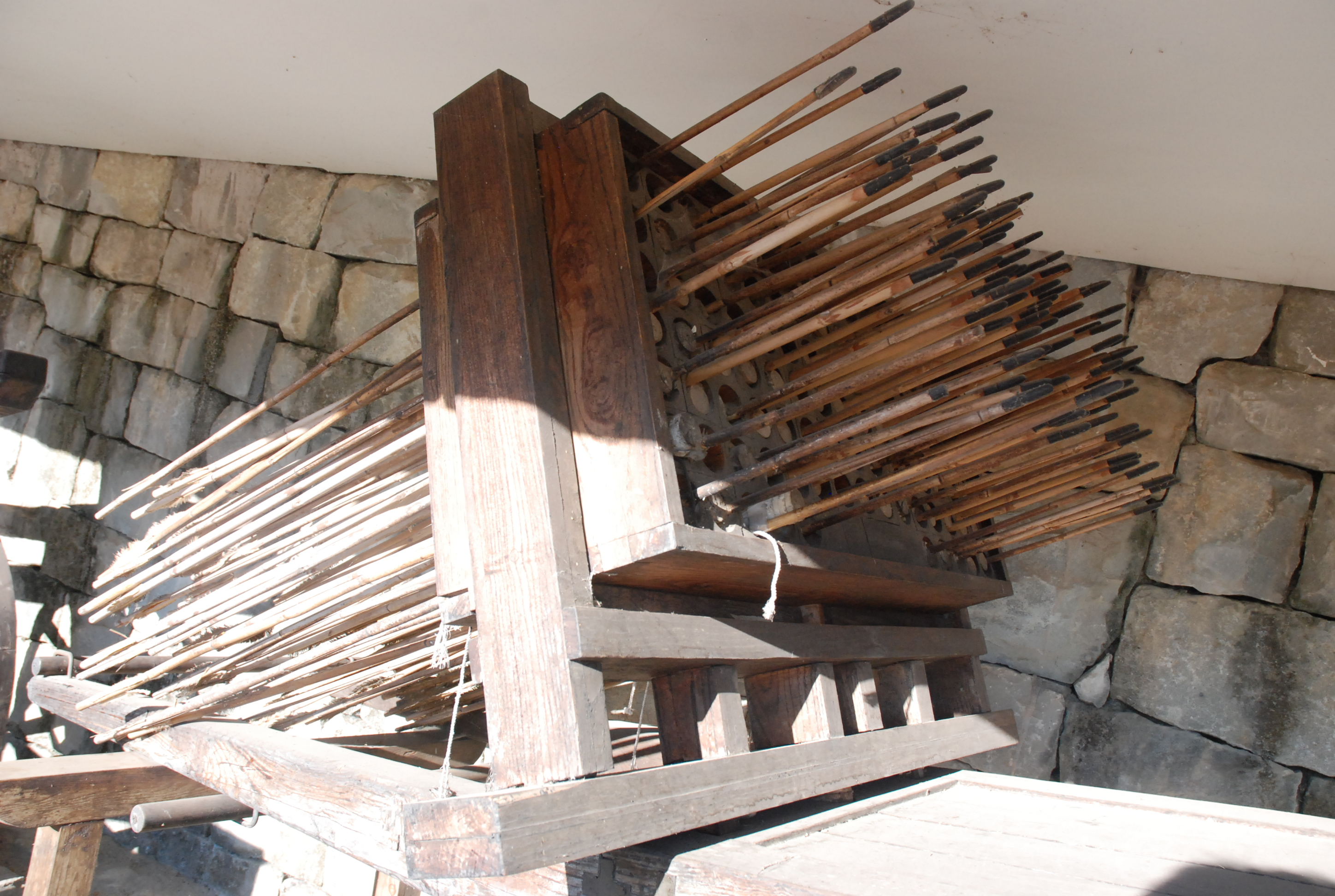
입구에 전시된 신기전기 화차
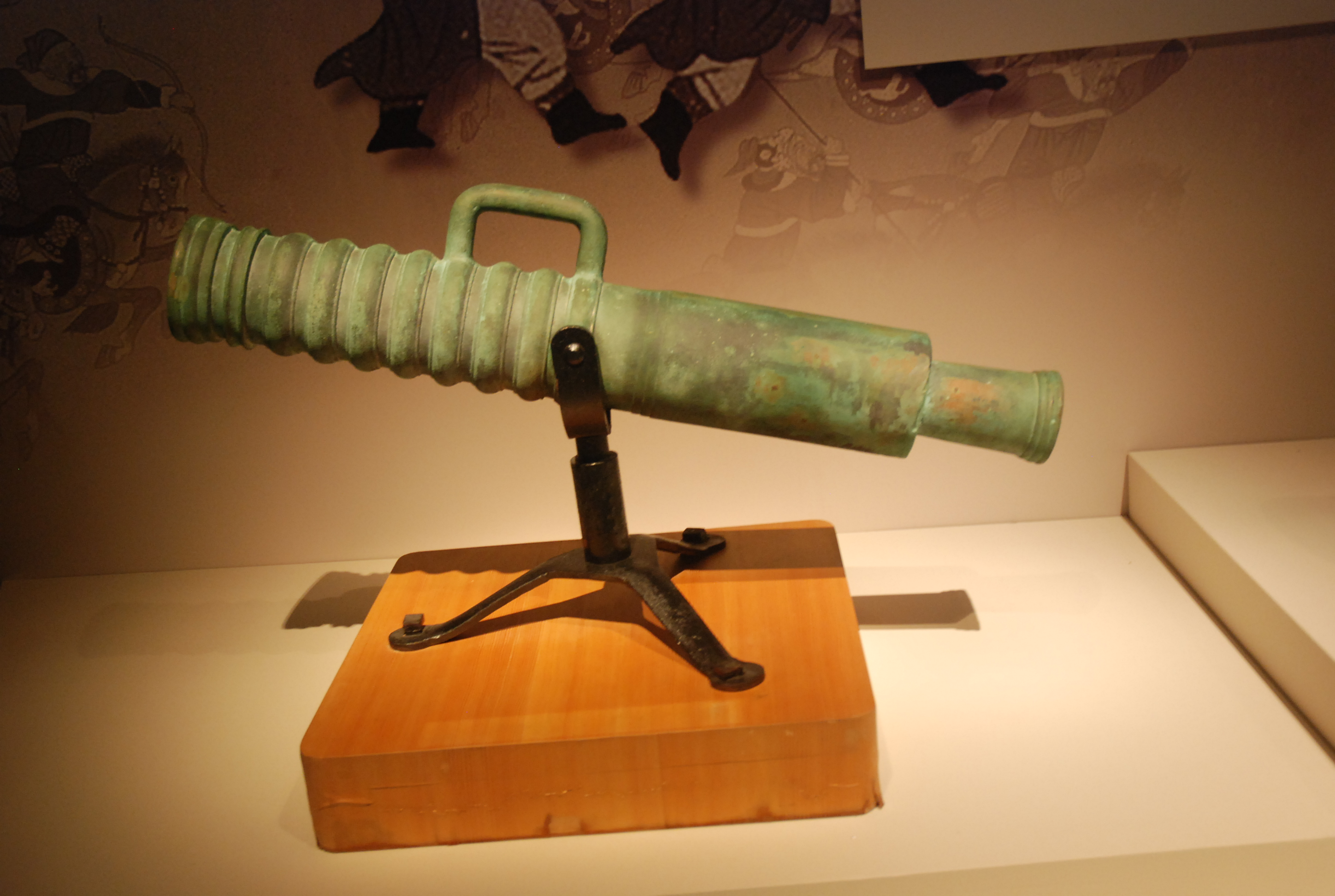
내부에 전시된 별황자총통
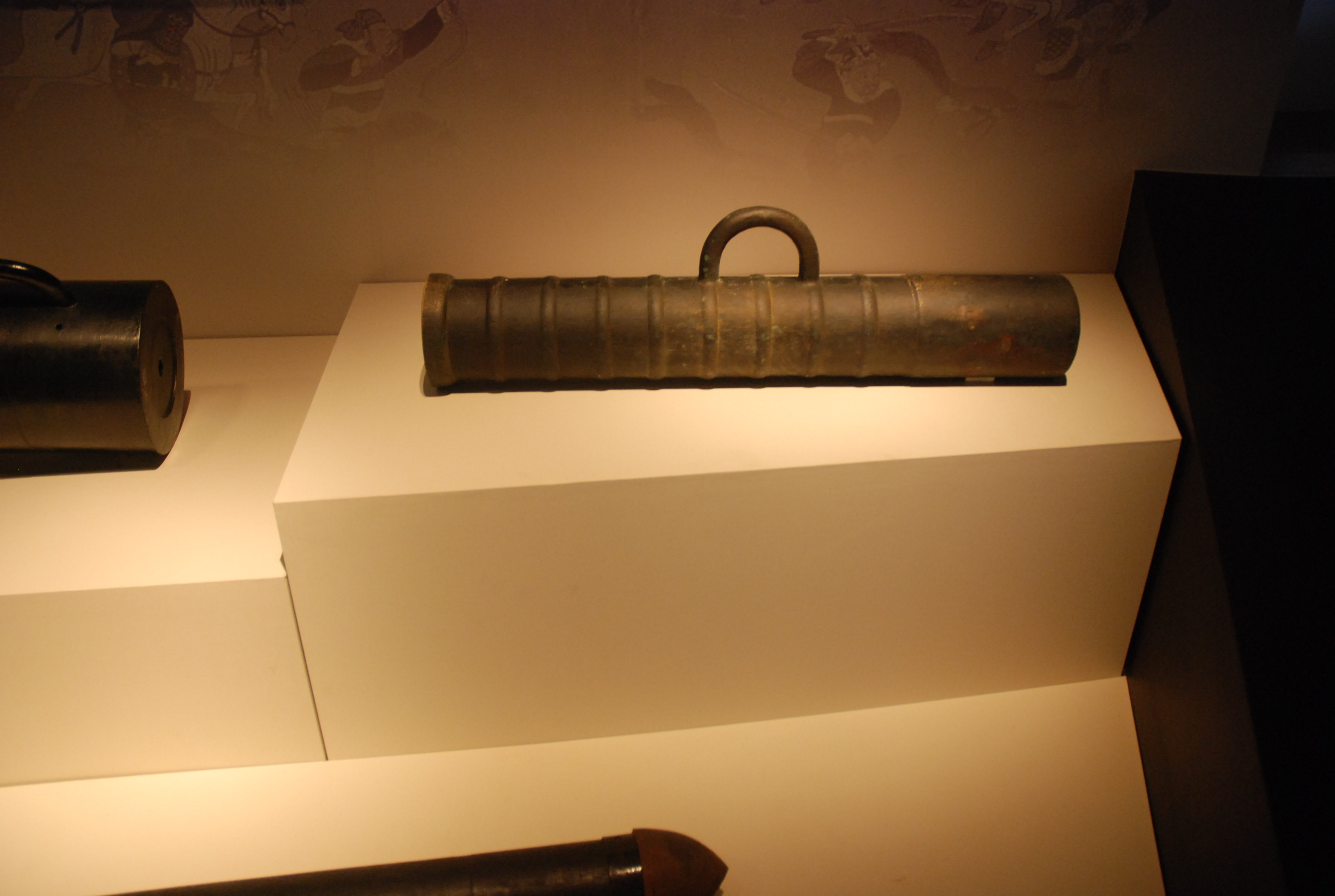
내부에 전시된 천자총통
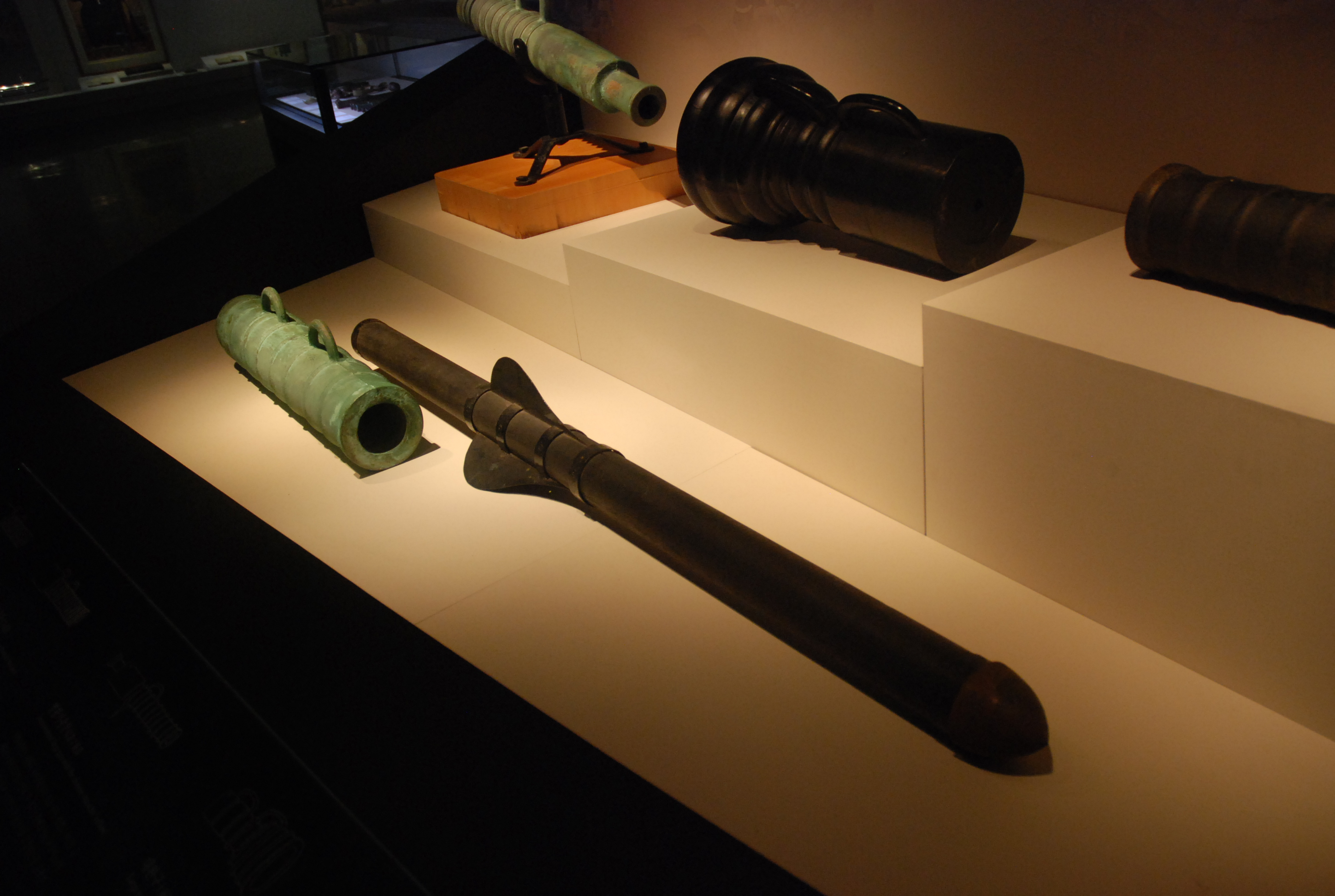
내부에 전시된 총통과 몸체

## 같이 보기
- 대한민국의 박물관과 미술관 목록
- 대한민국의 국립 박물관 목록